# Mistrzostwa Europy w Tenisie Stołowym 2010
29. Mistrzostwa Europy w tenisie stołowym odbyły się w dniach 11 - 19 września 2010 w Ostrawie (Czechy).

## Reprezentacja Polski[1]
| - Katarzyna Grzybowska - Natalia Partyka - Li Qian - Magdalena Szczerkowska - Xu Jie | - Lucjan Błaszczyk - Daniel Górak - Jakub Kosowski - Bartosz Such - Wang Zengyi |

## Klasyfikacja medalowa
| Miejsce | Kraj     | Złoto | Srebro | Brąz | Razem |
| 1       | Niemcy   | 3     | 1      | 1    | 5     |
| 2       | Białoruś | 1     | 1      | 1    | 3     |
| 3       | Holandia | 1     | 1      | 0    | 2     |
| 4       | Litwa    | 0,5   | 0      | 1    | 1,5   |
| 5       | Rosja    | 0,5   | 0      | 0    | 0,5   |
| 6       | Austria  | 0     | 1      | 1    | 2     |
| 6       | Rumunia  | 0     | 1      | 1    | 2     |
| 8       | Dania    | 0     | 1      | 0    | 1     |
| 9       | Czechy   | 0     | 0      | 1    | 1     |
| 9       | Francja  | 0     | 0      | 1    | 1     |
| 9       | Polska   | 0     | 0      | 1    | 1     |
| 9       | Szwecja  | 0     | 0      | 1    | 1     |
| 9       | Turcja   | 0     | 0      | 1    | 1     |
| 9       | Ukraina  | 0     | 0      | 1    | 1     |
| 9       | Węgry    | 0     | 0      | 1    | 1     |

## Medaliści
| Konkurencja:            | Złoto:                                            | Srebro:                                                               | Brąz: |
| gra pojedyncza kobiet   | Wiktoria Pawłowicz                                | Liu Jia                                                               | Melek Hu Rūta Paškauskienė |
| gra pojedyncza mężczyzn | Timo Boll                                         | Patrick Baum                                                          | Werner Schlager Christian Süß                                                                                                 |
| gra podwójna kobiet     | Rūta Paškauskienė Oksana Fadiejewa                | Li Jie Elena Timina                                                   | Daniela Dodean Elizabeta Samara Krisztina Tóth Georgina Póta                                                                  |
| gra podwójna mężczyzn   | Timo Boll Christian Süß                           | Kasper Sternberg Jonathan Groth                                       | Jens Lundqvist Pär Gerell Lei Kou Jewhen Pryszczepa                                                                           |
| drużynowo kobiet        | Holandia · Li Jiao · Li Jie · Linda Creemers      | Rumunia · Elizabeta Samara · Daniela Dodean · Iulia Necula            | Białoruś · Weronika Pawłowicz · Wiktoria Pawłowicz · Aleksandra Priwałowa · Polska · Li Qian · Xu Jie · Natalia Partyka       |
| drużynowo mężczyzn      | Niemcy · Timo Boll · Christian Süß · Patrick Baum | Białoruś · Uładzimir Samsonau · Jewgienij Czeczentin · Paweł Platonow | Francja · Adrien Mattenet · Emmanuel Lebesson · Christophe Legoût · Czechy · Dmitrij Prokopcov · Petr Korbel · Josef Simoncik |